# Усубов, Рухид Искендер оглы
Рухид Искендер оглы Усубов (азерб. Ruhid İskəndər oğlu Usubov; 20 января 1986, Имишли, Азербайджанская ССР, СССР) — азербайджанский футболист, полузащитник клуба «Миль-Мугань». Защищал цвета молодёжной сборной, а также юношеских (U-17 и U-19) сборных Азербайджана.

## Биография
В футбол начал играть в возрасте 8 лет в детской футбольной школе родного города, в клубе «Локомотив-2». Первый тренер — Эльшан Гусейнов.
С 2008 года защищает цвета команды азербайджанской премьер-лиги — «Интер» (Баку). Ранее выступал за клубы «Локомотив» (Имишли), «Гара Бебир» и «МКТ-Араз» (Имишли).
В матче последнего XXVII тура XVII чемпионата Азербайджана в Премьер-лиге, между командами «Бакылы» и «Интер», Рухид Усубов отметился двумя голами на 56 и 87 минутах матча, в котором «Банкиры» одержали гостевую победу со счётом 5-1, завоевав тем самым серебряные медали чемпионата.

## Сборная Азербайджана
Защищал цвета молодёжной сборной, а также юношеских (U-17 и U-19) сборных Азербайджана.

## Достижения
- 2008 год — чемпион Премьер-лиги Азербайджана в составе клуба «Интер» (Баку).
- 2009 год — серебряный призёр Премьер-лиги Азербайджана в составе клуба «Интер» (Баку).